# Veliki orijent Slovenije
Veliki orijent Slovenije (slove. Veliki orient Slovenije), skraćeno VOS, je liberalna i adogmatska te mješovita slobodnozidarska velika loža u Sloveniji. Osnovana je 2012. godine. Član je međunarodnih saveza CLIPSAS i Alijanse masona Europe, pored ostalih.

## Povijest
Nakon stjecanja neovisnosti 1991. godine, koje je uslijedilo raspadom komunističke Jugoslavije, slobodno zidarstvo u Sloveniji postupno se obnavlja. Prvu ložu u Sloveniji osnovala su sedmorica slovenskih članova Lože "Istina" (Loge Zur Wahrheit) u Heidelbergu iz njemačkog organka "Le Droit Humain". Oni su 1994. godine u Taboru osnovali Ložu "Saint Germain" i stavili je pod zaštitu Velike lože za muškarce i žene u Njemačkoj.
Nakon trinaest godina, 2007., Loža "Saint Germain" prelazi pod zaštitu austrijskog Općeg slobodnozidarskog reda "Hermetica". Poslije toga osnivaju se još dvije lože: "Ex Oriente Lux" i "Sanctum Sanctorum". Ove tri lože u Sloveniji su 2012. godine u Celju uz pomoć Velikog orijenta Austrije osnovale Veliki orijent Slovenije.
Godine 2013. u Zagrebu, Hrvatska, je osnovana Loža "Hermes" od hrvatskih članova Lože "Saint Germain". Četiri godine kasnije, 2017., osnovana je Loža "Triglav", isključivo muška loža. U travnju 2017. godine Veliki orijent je organizirao skup članova Unije masona Mediterana na temu Ravnopravnost žena na području Mediterana.
Pod okrilje Velikog orijenta Slovenije u listopadu 2022. godine ulazi Loža "Stella Orientalis" iz Zemuna, Srbija, osnovana godinu dana ranije.

## Ustroj
Do ožujka 2024. godine nije zabilježeno da je ova organizacija, pod navedenim imenom, registrirana kao nevladina udruga u Sloveniji.

### Lože
Godine 2023. u sastavu Velikog orijenta Slovenije nalazi se šest loža. Pored Slovenije, ovaj veliki orijent ima lože u Hrvatskoj (Zagreb) i Srbiji (Zemun).
- Loža "Saint Germain", Tabor – nosi naziv po grofu Saint Germainu, filozofu i alkemičaru nepoznata podrijetla; osnovana je pod okriljem Velike lože za muškarce i žene u Njemačkoj.
- Loža "Ex Oriente Lux"[b] – nosi naziv po latinskom aforizmu koji se u svojem prvotnom značenju upotrebljavao se za izlazak Sunca; osnovana je pod okriljem austrijskog Općeg slobodnozidarskog reda "Hermetica".
- Loža "Sanctum Sanctorum"[b] – nosi naziv po latinskom izraza koji se upotrebljava za dio zgrade ili organizacije u koji je dopušten pristup malom broju ljudi, posebno gdje se obavljaju najvažniji ili tajni poslovi; osnovana je pod okriljem austrijskog Općeg slobodnozidarskog reda "Hermetica".
- Loža "Hermes", Zagreb – nosi naziv po Hermesu Trismegistosu.
- Loža "Triglav"[b] – nosi naziv po Triglavu, najvišem planinskom vrhu u Sloveniji i Julijskih Alpa.
- Loža "Stella Orientalis", Zemun – nosi naziv po zemunskoj loži utemeljenoj 1890. godine, kao i po latinskom izrazu koji znači "istočna zvijezda".

#### Loža u Zagrebu
Veliki orijent Slovenije je 15. veljače 2012. godine trojici članova Lože "Saint Germain" iz Tabora omogućio samostalni rad u Zagrebu. Iduće godine uzdignut je dovoljan broj članova pa je 7. srpnja 2013. godine osnovana Loža "Hermes" u Zagrebu, nazvana po Hermesu. Prva je mješovita loža u Zagrebu nakon loža pod zaštitom Le Droit Humain iz 1930-ih. Loža radi po Duncanovom obredu, inačici Yorčkog obreda. Godine 2016. izdvojila se skupina članova i u Zagrebu formirala Ložu "Humanitas" koja je stupila pod zaštitu Međunarodnog red "Le Droit Humain".
Članovi ove lože stupnjeve Kraljevskog luka rade u Kapitelu "Merkur", a stupnjeve Memfisa-Mizraima u Loži "Thoth".

### Uprava
Velikim orijentom Slovenije upravlja veliki majstor (slov. veliki mojster) koji se bira na trogodišnje razdoblje.
- M. K. (2012. – ?.)
- Aristid Havliček (oko 2017. i 2018.)[11][2][12]
- Tatjana Ružič (oko 2022.)

### Međunarodna suradnja
Veliki orijent Slovenije je član nekoliko međunarodnih saveza:
- CLIPSAS (2016.),
- Alijansa masona Europe,
- Unija masona Mediterana,
- Adogmatska udruga srednje i istočne Europe,
- Masonska unija Balkana.

Također, Veliki orijent Slovenije potpisao je povelje o prijateljstvu i međusobnom priznavanju s drugim velikim ložama i velikim orijentima, među kojima su: Veliki orijent Francuske (2014.), Velika loža Italije, Velika nacionalna loža Hrvatske (2015.) i Liberalna velika loža Srbije.

### Obredi
Veliki orijent Slovenije upravlja simboličkim stupnjevima plave lože (učenik, pomoćnik i majstor) i delegira upravljanje visokim stupnjevima na dodatna tijela i redove. Obredi koji se rade u plavoj loži su:
- Drevni i prihvaćeni škotski obred (samo prva tri stupnja);
- Duncanov obred – radi ga loža u Zagrebu.

## Pridružena tijela i redovi
Upravljanje visokim stupnjevima Veliki orijent Slovenije provodi kroz pridružena tijela i redove od kojih svaki predstavlja jedan obred a na temelju potpisanih konkordata.
- Veliki kolegij Drevnog i prihvaćenog škotskog obreda Austrije – nadležan za rad Drevnog i prihvaćenog škotskog obreda u Sloveniji.[2]

Veliki kolegij Austrije formiran je 2005. godine u Beču, a od 2012. godine radi samostalno. Pod njegovim okriljem u Sloveniji radi jedna loža savršenstva:
- Loža savršenstva "Addytum Lucis"[2]